# Neuville-en-Verdunois
Neuville-en-Verdunois è un comune francese di 79 abitanti situato nel dipartimento della Mosa nella regione del Grand Est.

## Storia

### Simboli
Lo stemma è stato adottato dal comune il 25 settembre 2017.
Il nodo (in francese nœud) e lo scaglione rovesciato a forma di V riproducono foneticamente il toponimo Neuville-en-Verdunois.
Lo scaglione può anche essere interpretato come parte di una croce di Sant'Andrea che ricorda il supplizio di  sant'Andrea, discepolo di Gesù e patrono della parrocchia.

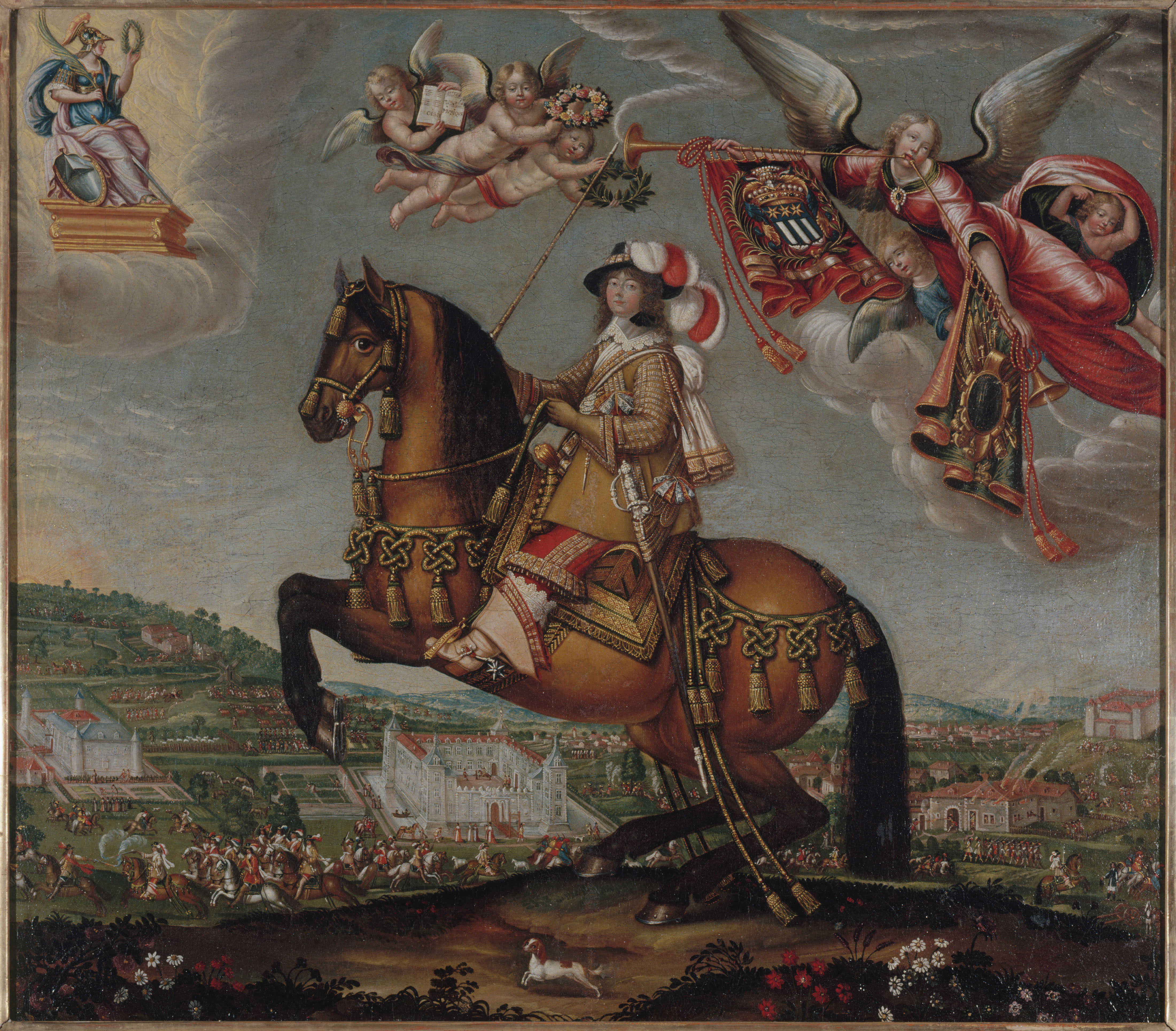
Claude Deruet, Ritratto equestre di Alberte Barbe d'Ernécourt

La figura di cavaliere è Alberte Barbe d'Ernecourt (1607-1660), signora del villaggio, contessa di Saint-Baslemont a seguito del matrimonio con Jacques d'Haraucourt de Saint Baslemont. La composizione è ispirata al ritratto equestre dipinto da Claude Deruet nel 1646 e conservato al museo Carnavalet.

## Società

### Evoluzione demografica
Abitanti censiti